# لتیاهنا
لتیاهنا (به لاتین: Letiyahena) یک منطقهٔ مسکونی در سری‌لانکا است که در استان مرکزی (سری‌لانکا) واقع شده‌است.